# Perissocytheridea haha
Perissocytheridea haha is een mosselkreeftjessoort uit de familie van de Cytherideidae. De wetenschappelijke naam van de soort is voor het eerst geldig gepubliceerd in 1977 door Hu.